# María Nieto de Aragón
María Nieto de Aragón fue una poeta y escritora, natural de Madrid y de familia aragonesa. La única referencia a su edad es que en 1645 se la consideraba muy joven. Escribió sobre todo poesía narrando acontecimientos reales, donde destacan principalmente sus versos celebrativos publicados en pliegos sueltos. Mantuvo una fuerte amistad con Juan Francisco Andrés de Uztarroz, como evidencian las cartas conservadas entre ambos (manuscrito 8390 de la Biblioteca Nacional de España), pues en él encontró apoyo y estímulo para continuar con su vocación literaria. En 1647 contrajo matrimonio con Francisco Valdés y Tobar, quien sería nombrado por Felipe IV dos años después Sargento Mayor de Asturias, quizás gracias a la influencia y al éxito que alcanzó María.

## Obra

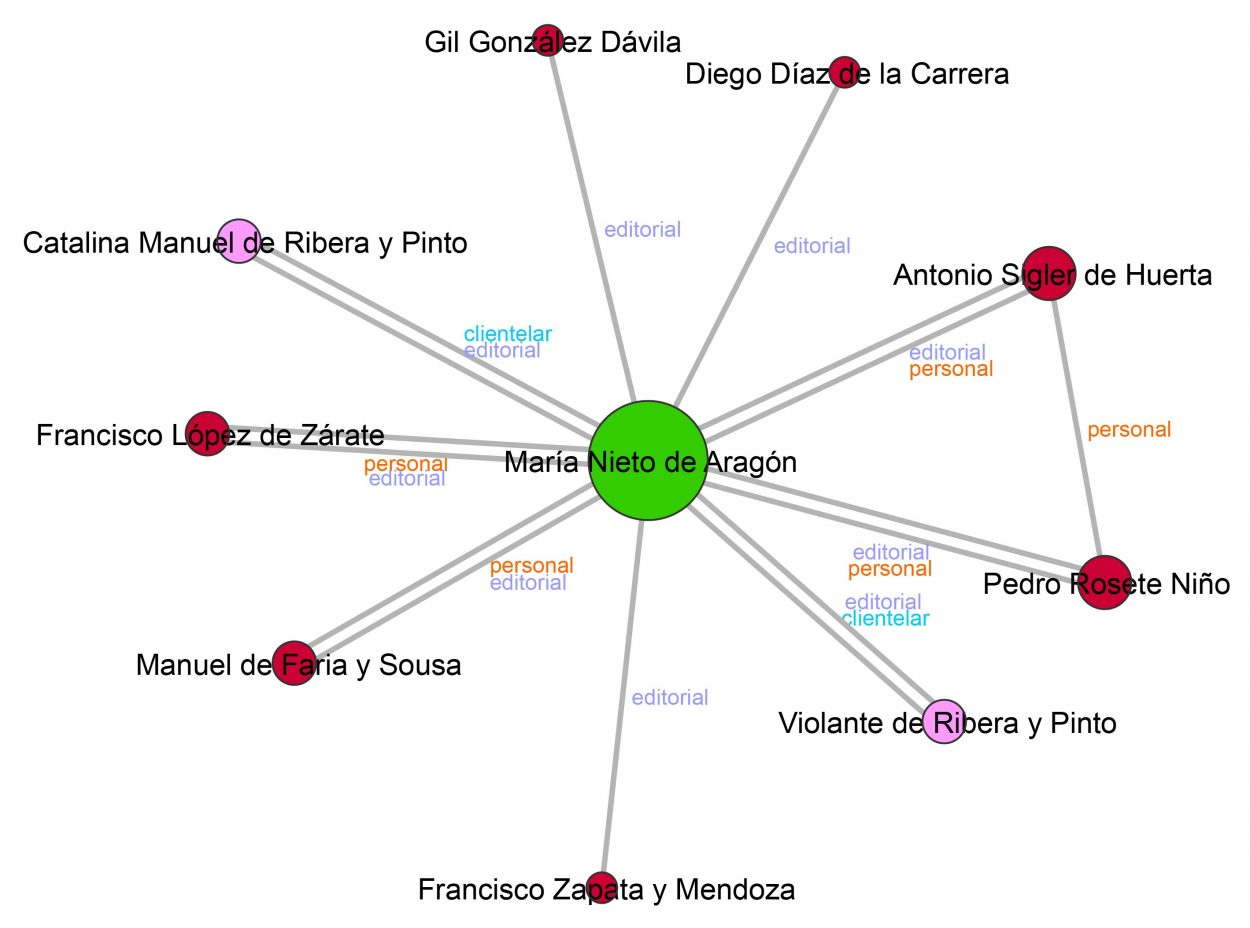
Red de sociabilidad de María Nieto de Aragón creada por el proyecto Bieses

En 1645 publicó en Madrid las Lágrimas a la muerte de la augusta reina nuestra señora doña Isabel de Borbón, un pliego de diez hojas que se asemeja mucho a un libro de poesía. Para reivindicarse como escritora, la autora convierte cartas personales en paratextos socio-literarios. Además incluye una décima de Pedro Rosete Niño y una dedicatoria en busca del favor de Catalina Manuel de Ribera y Pinto. En esta obra la autora reúne una serie de diferentes poemas fúnebres de carácter público que sirvieron para enaltecer a la reina Isabel de Borbón.
En 1649 publica otro pliego poético, esta vez celebrando las bodas de Felipe IV con Mariana de Austria: Epitalamio a las felicísimas bodas del rey nuestro señor. Aquí se incluye una breve dedicatoria a Violante de Ribera y Pinto, perteneciente a la misma familia que la anterior dedicatoria. El poema es una canción de boda, un género demandado entre la aristocracia y las clases más elevadas como símbolo de un destacado estatus social.
Además de estos dos textos, la autora cuenta con varios poemas sueltos insertos normalmente en los paratextos de otras publicaciones con el fin de elogiar al autor de la obra y, según la investigadora Isabel Barbeito, podría ser también autora de un folleto titulado Templo cristiano de la Sereníssima Reyna Nuestra Señora Doña Isabel de Borbón.

Destaca en esta escritora su clara conciencia autorial, patente en las cartas enviadas a su mentor Juan Francisco Andrés de Utarroz, donde María defiende su claridad de estilo y critica el culteranismo de otros poetas como Francisco López de Zárate o Anastasio Pantaleón de Ribera; no obstante, luego se escuda en el recurso de la falsa modestia para escribir estas irónicas palabras:
Mas ¡válgame Dios! donde camino por sendas que no entiendo, juzgando de tan grandes nombres, y más escribiendo a nuestro Livio español, como si yo fuera más que para açer bainillas 
Lo que está claro es que María Nieto consiguió cierta proyección social como escritora, logró darse a conocer en el círculo aragonés, fue requerida para participar en certámenes locales y, de algún modo, canonizó su obra a través de la legitimación y el reconocimiento que consiguió de ciertas autoridades poéticas de su tiempo.